# بيتار بيتروفيتش (منافس ألعاب قوى)
بيتار بيتروفيتش (بالبلغارية: Петър Петров)‏ (و. 1955  م) هو منافس ألعاب قوى بلغاري، شارك في الألعاب الأولمبية الصيفية 1980، والألعاب الأولمبية الصيفية 1976.

## روابط خارجية
- بيتار بيتروفيتش على موقع الاتحاد الدولي لألعاب القوى (الإنجليزية)
- بيتار بيتروفيتش على موقع أوليمبيديا (الإنجليزية)